# University of Louisiana at Monroe
Die University of Louisiana at Monroe (auch Louisiana-Monroe oder ULM genannt) ist eine staatliche Universität in Monroe im US-Bundesstaat Louisiana. Die Hochschule wurde 1931 gegründet. Sie ist Teil des University of Louisiana Systems. Als einzige Hochschule in Louisiana bietet die ULM das Studienfach Gerontologie an.

## Zahlen zu den Studierenden und den Dozenten
Im Herbst 2021 waren 8.718 Studierende an der ULM eingeschrieben. Davon strebten 6.728 (77,2 %) ihren ersten Studienabschluss an, sie waren also undergraduates. Von diesen waren 65 % weiblich und 35 % männlich; 2 % bezeichneten sich als asiatisch, 23 % als schwarz/afroamerikanisch, 3 % als Hispanic/Latino und 61 % als weiß. 1.990 (22,8 %) arbeiteten auf einen weiteren Abschluss hin, sie waren graduates. Es lehrten 441 Dozenten an der Universität, davon 328 in Vollzeit und 113 in Teilzeit. 2008 waren es 8.140 Studierende gewesen.

## Hochschulsport

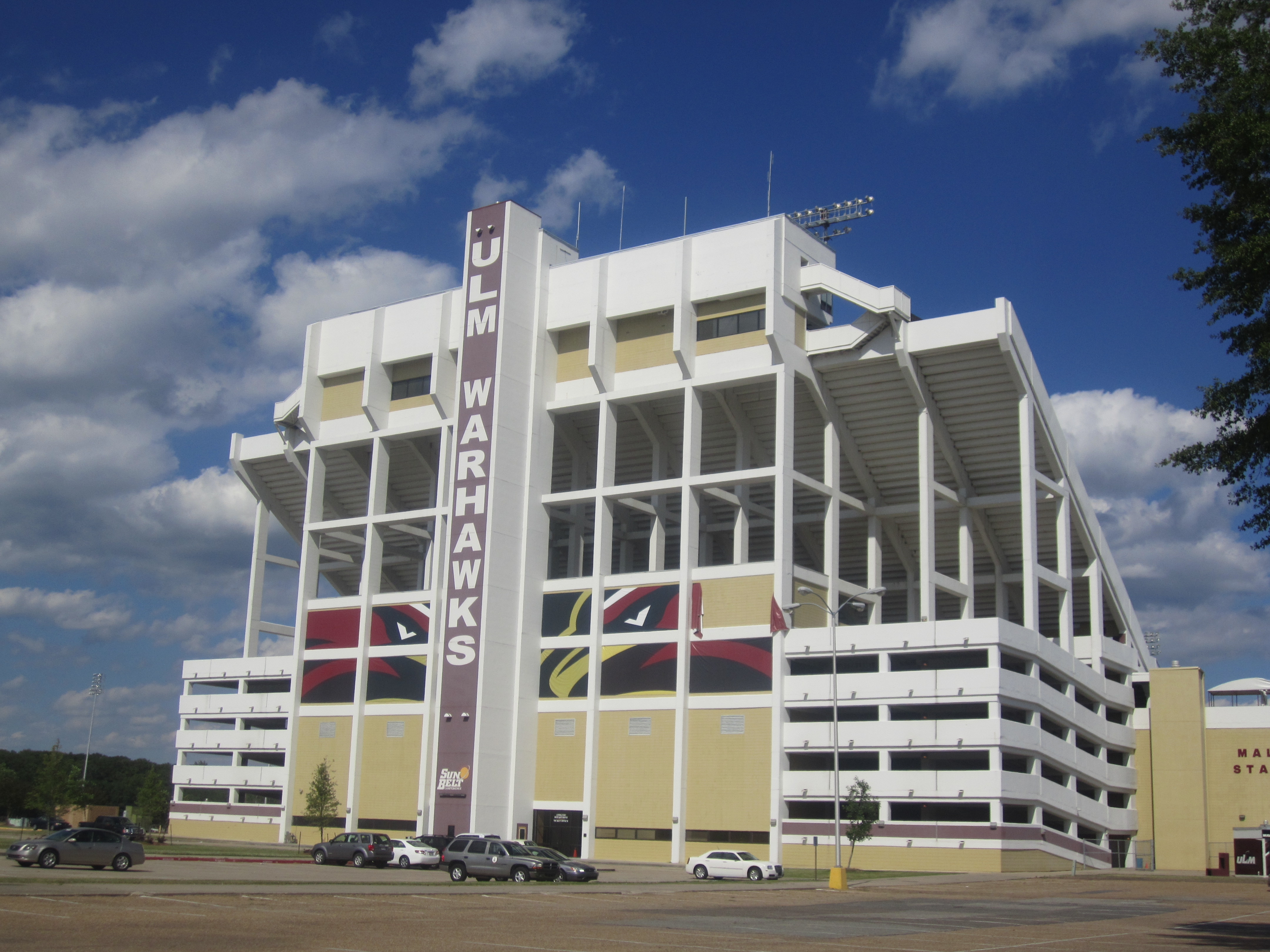
ULM Warhawks Stadium, Monroe

Die Sportteams der ULM sind die Warhawks. Die Hochschule ist seit 2006 Mitglied in der Sun Belt Conference.

## Berühmte Absolventen
- Tim McGraw – Country-Musik-Sänger